# برینسلی فورد
برینسلی فورد (انگلیسی: Brinsley Forde؛ زادهٔ {۱۶ اکتبر ۱۹۵۳) بازیگر اهل بریتانیا است. وی عضو والامقام امپراتوری بریتانیا است.
از فیلم‌ها یا برنامه‌های تلویزیونی که وی در آن نقش داشته است، می‌توان به وروجک‌ها اشاره کرد.